# Proszówka (przystanek kolejowy)
Proszówka – przystanek osobowy (pierwotnie stacja kolejowa) w Proszówce, w południowo-zachodniej części województwa dolnośląskiego. Został on oddany do użytku 1 listopada 1884 roku razem z linią kolejową z Gryfowa Śląskiego do Mirska.

## Położenie
Przystanek znajduje się w północnej części Proszówki. Administracyjnie położony jest on w województwie dolnośląskim, w powiecie lwóweckim, w gminie Gryfów Śląski. 
Przystanek jest zlokalizowany na wysokości 340 m n.p.m.

## Historia

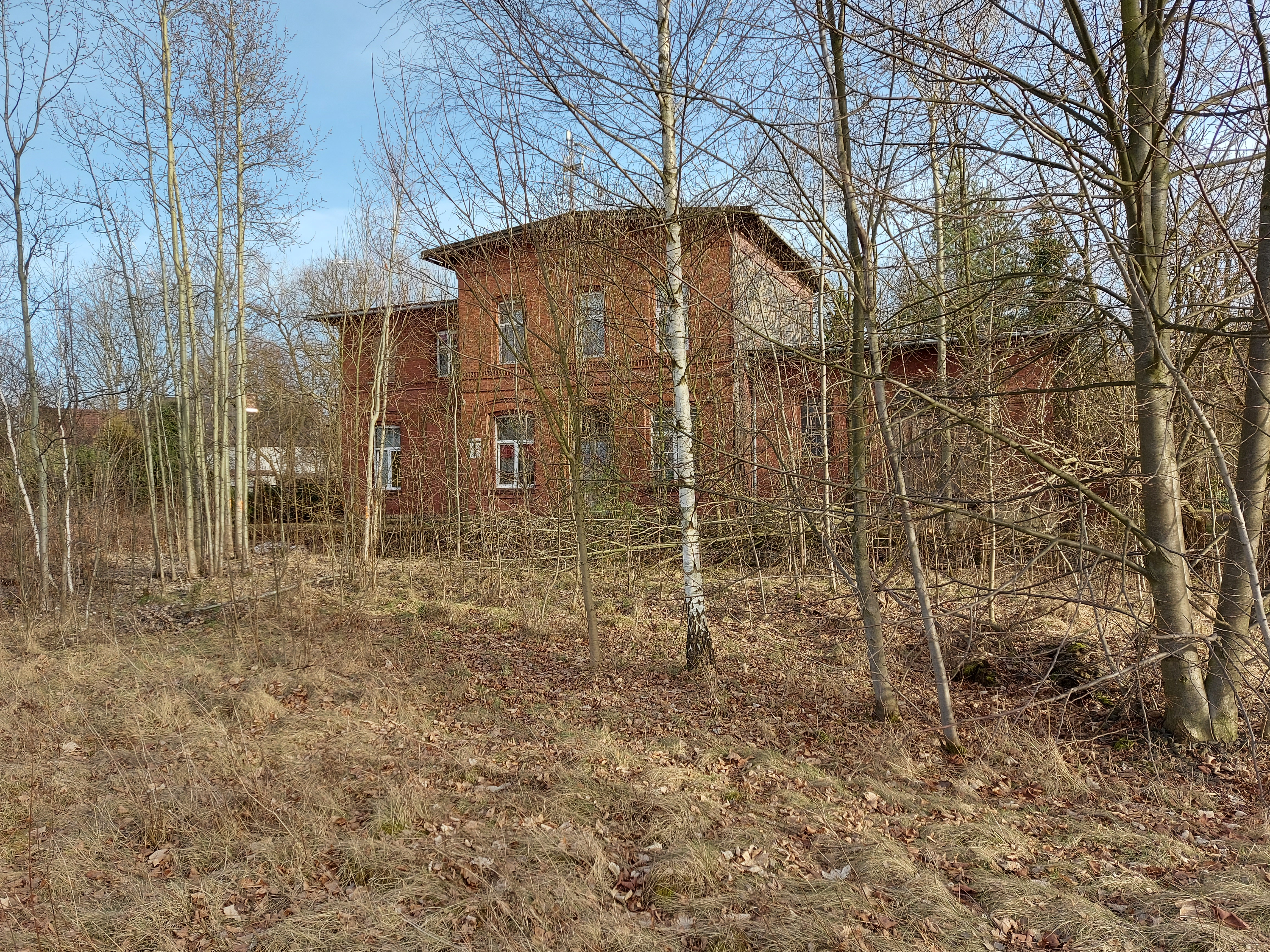
Budynek dworca kolejowego na przystanku w 2021 roku

Powstanie dawnej stacji Proszówka miało związek z doprowadzeniem państwowej linii kolejowej z Gryfowa Śląskiego do Mirska. O połączeniu tych miast zdecydowano w 1882 roku. Wtedy to Landtag Prus podjął decyzję o budowie linii kolejowej do Mirska w celu ożywienia lokalnej gospodarki. Otwarcie linii odbyło się 1 listopada 1884 roku.
Po II wojnie światowej cała infrastruktura przeszła w zarząd PKP. Wtedy też następował powolny upadek znaczenia przystanku w strukturze sieci kolejowej na Dolnym Śląsku, które spotęgowały przemiany gospodarcze trwające od 1989 roku. Ostatni pociąg pasażerski przez Proszówkę odjechał 11 lutego 1996 roku, natomiast całkowite zamknięcie linii na tym nastąpiło do 15 grudnia 1998 roku. 
8 czerwca 2020 roku spisano akt notarialny, na mocy którego województwo dolnośląskie przejęło linię kolejową nr 317 od Polskich Kolei Państwowych. Pod koniec maja 2021 roku rozpoczęły się pierwsze prace przy rewitalizacji linii kolejowych 317 i 336 Gryfów Śląski – Mirsk – Świeradów Zdrój, a pierwsze regularne połączenia pasażerskie przez Proszówkę ruszyły 10 grudnia 2023 roku.

## Linie kolejowe
Przystanek był pierwotnie stacją na linii kolejowej nr 284 Legnica – Pobiedna (21. posterunek ruchu; 74,758 km), która od 1999 roku odcinku Gryfów Śląski – Mirsk, a od 2023 roku na odcinku Gryfów Śląski – Świeradów-Zdrój jest oznaczona pod numerem 317 (2. posterunek ruchu; 3,132 km). Linia ta wraz z przystankiem Proszówka jest pod zarządem Dolnośląskiej Służby Dróg i Kolei.
Pierwotny układ torowy przystanku to tor główny zasadniczy i boczny ładunkowy. Przy nim znajdowała się bocznica ładowni.

## Infrastruktura
Na przystanku Proszówka pierwotnie znajdowały się: dworzec kolejowy z magazynem, peron, plac ładunkowy i rampa boczna.
Po rewitalizacji linii do Świeradowa-Zdroju przystanek wyposażony został w peron z zadaszeniem, ławkami, koszami na śmieci, oświetleniem, tablicami informacyjnymi i monitoringiem, a przy nim znajdują się zadaszone miejsce ze stojakami rowerowymi oraz parking samochodowy.

## Połączenia
Od 10 grudnia 2023 roku, w okresie 2023/2024 z przystanku Proszówka odbywa się ruch pasażerski na odcinku Świeradów-Zdrój – Gryfów Śląski wraz z przedłużeniem części kursów do Jeleniej Góry, Węglińca i Görlitz. Połączenia obsługiwane są przez Koleje Dolnośląskie.
| Okres   | Stacja docelowa                                                                 | L. połączeń | Źr.    |         | Okres                                                         | Stacja docelowa | L. połączeń | Źr. |
| ------- | ------------------------------------------------------------------------------- | ----------- | ------ | ------- | ------------------------------------------------------------- | --------------- | ----------- | --- |
| 1914    | Gryfów Śląski Pobiedna                                                          | 10 5        | [ 18 ] | 1985/86 | Świeradów Zdrój Gryfów Śląski Jelenia Góra                    | 3 2             | [ 19 ]      |     |
| 1939    | Gryfów Śląski Pobiedna                                                          | 10 11       | [ 20 ] | 1995/96 | Gryfów Śląski Świeradów Zdrój                                 | 4 3             | [ 21 ]      |     |
| 1966/67 | Świeradów Zdrój Gryfów Śląski Jelenia Góra Legnica Lubań Śląski Mirsk Złotoryja | 4 1         | [ 22 ] | 2023/24 | Świeradów-Zdrój Gryfów Śląski Jelenia Góra Goerlitz Węgliniec | 6 5 2 1         | [ 23 ]      |     |

## Galeria

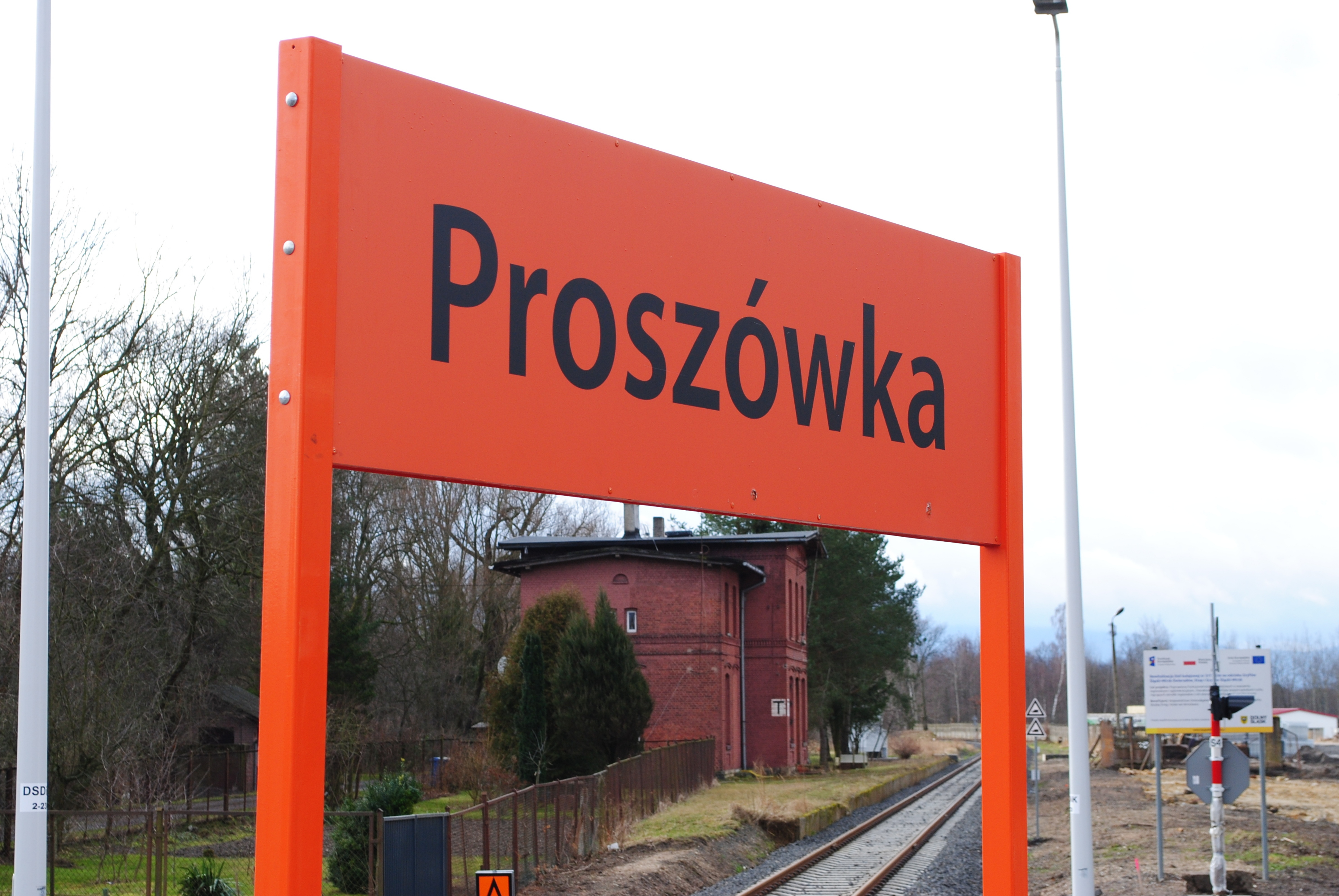
Tablica z nazwą przystanku (2024)
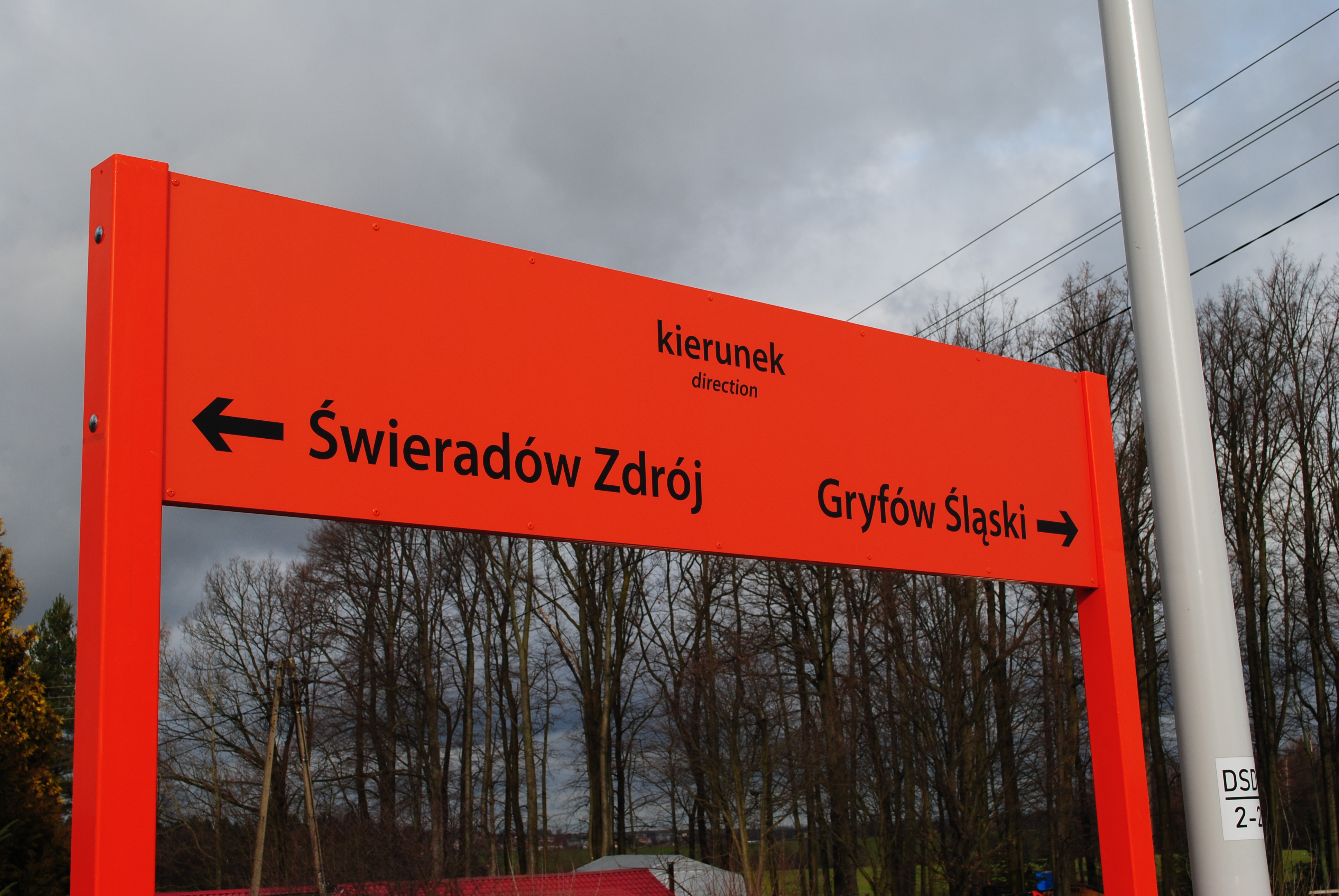
Tablice kierunkowe (2024)
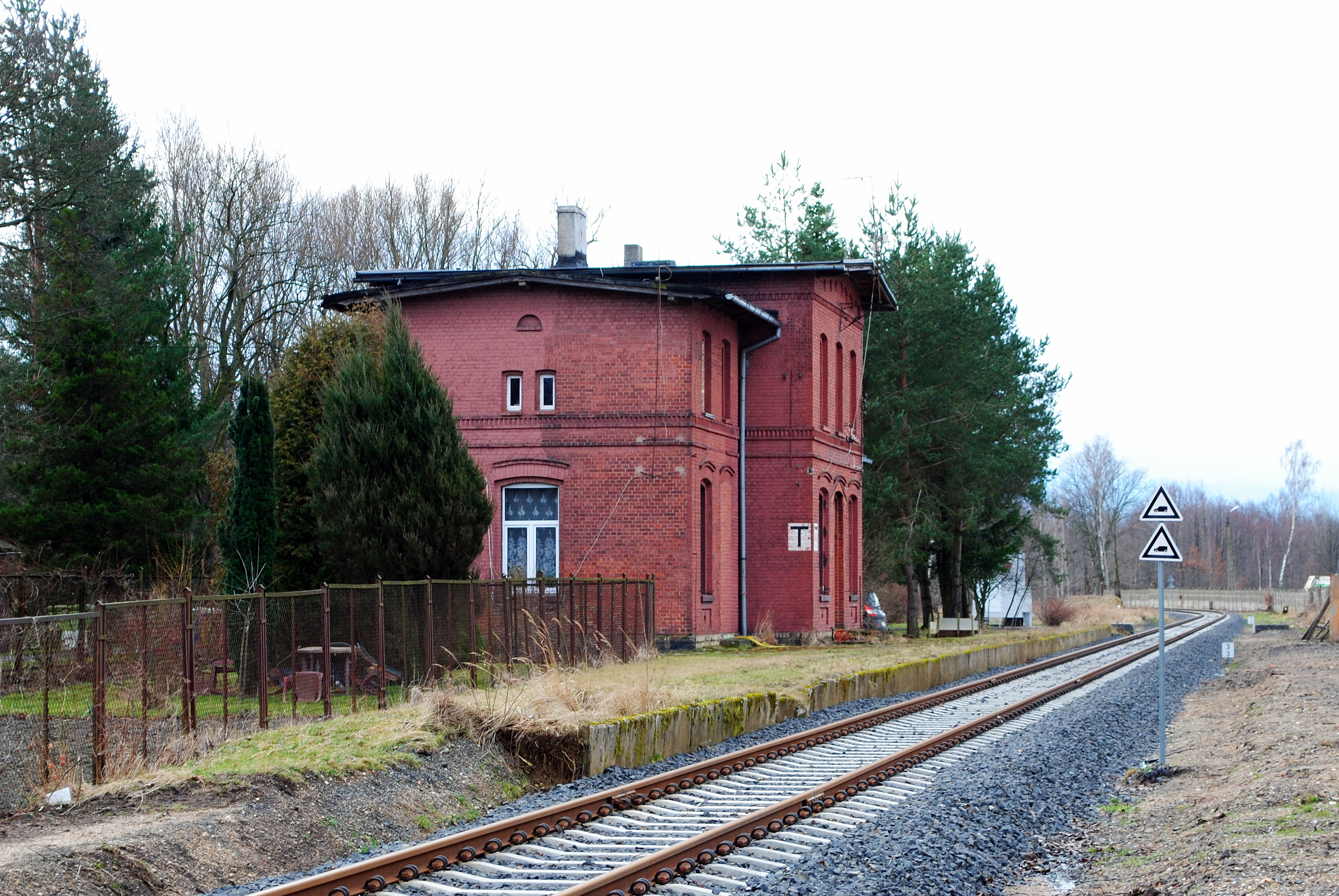
D. dworzec kolejowy (2024)